# استیو کانالی
استیو کانالی (انگلیسی: Steve Kanaly؛ زادهٔ ۱۴ مارس ۱۹۴۶) یک هنرپیشه اهل ایالات متحده آمریکا است.
از فیلم‌ها یا برنامه‌های تلویزیونی که وی در آن نقش داشته است می‌توان به دیلینجر، شوگرلند اکسپرس، به من می‌گویند هیچ‌کس، میدوی اشاره کرد.